# Torneo de Winston-Salem 2025
El Winston-Salem Open 2025 será un torneo de tenis perteneciente al ATP Tour 2025 en la categoría ATP Tour 250. Tuvo lugar en la ciudad de Winston-Salem, Carolina del Norte, Estados Unidos, desde el 17 hasta el 23 de agosto de 2025 sobre canchas duras.

## Distribución de puntos
| Modalidad            | Campeón | Finalista | Semifinales | Cuartos de final | 3ª ronda | 2ª ronda | 1ª ronda | Clasificados | 2ª ronda de clasificación | 1ª ronda de clasificación |
| Individual masculino | 250     | 165       | 100         | 50               | 25       | 13       | 0        | 8            | 4                         | 0                         |
| Dobles masculino     | 250     | 150       | 90          | 45               | —        | —        | 0        | —            | —                         | —                         |

## Cabezas de serie

### Individuales masculino
| Tenista                    | Ranking | Preclasificado |
| Stefanos Tsitsipas         | 29      | 1              |
| Tallon Griekspoor          | 32      | 2              |
| Luciano Darderi            | 34      | 3              |
| Gabriel Diallo             | 35      | 4              |
| Lorenzo Sonego             | 36      | 5              |
| Matteo Arnaldi             | 37      | 6              |
| Nuno Borges                | 38      | 7              |
| Alexandre Müller           | 41      | 8              |
| Giovanni Mpetshi Perricard | 42      | 9              |
| Sebastián Báez             | 43      | 10             |
| Sebastian Korda            | 45      | 11             |
| Jaume Munar                | 48      | 12             |
| Miomir Kecmanović          | 49      | 13             |
| Roberto Bautista           | 53      | 14             |
| Jacob Fearnley             | 57      | 15             |
| Marcos Giron               | 61      | 16             |

- Ranking del 4 de agosto de 2025.[2]

### Dobles masculinos
| Tenista                        | Ranking | Preclasificado |
| Joe Salisbury Neal Skupski     | 23      | 1              |
| Yuki Bhambri Michael Venus     | 57      | 2              |
| Francisco Cabral Lucas Miedler | 67      | 3              |
| Matthew Ebden John Peers       | 74      | 4              |